# 兴发苗族彝族回族乡
兴发苗族彝族回族乡是中华人民共和国贵州省毕节市赫章县下辖的一个民族乡。

## 行政区划
兴发苗族彝族回族乡下辖以下村级行政区划单位：
兴发村、营盘村、民族村、小海村、丫口村、大街村、丫都村、中营村、中寨村、大山村、新营村、石板村、摸嘎寨村、场坝村、鹰嘴村和栽根村。